# رامون کازاس
رامون کازاس (اسپانیایی: Ramon Casas‎; تلفظ کاتالان: [rəˈmoŋ ˈkazəs] ۴ ژانویهٔ ۱۸۶۶ – ۲۹ فوریهٔ ۱۹۳۲) نقاش، طراح و گرافیست اهل اسپانیا بود. او در طراحی و پرتره‌نگاری از طبقه نخبه بارسلون، پاریس و مادرید و نیز در به‌تصویرکشیدن جمعیت تبحر داشت. پوسترها و کارت‌های پستی‌اش راه را برای مدرنیسم کاتالانی هموار کردند.

## نگارخانه

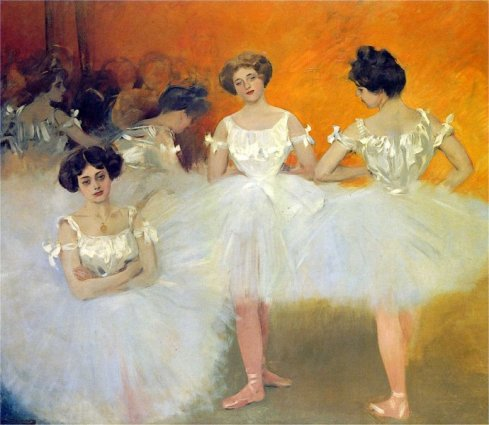
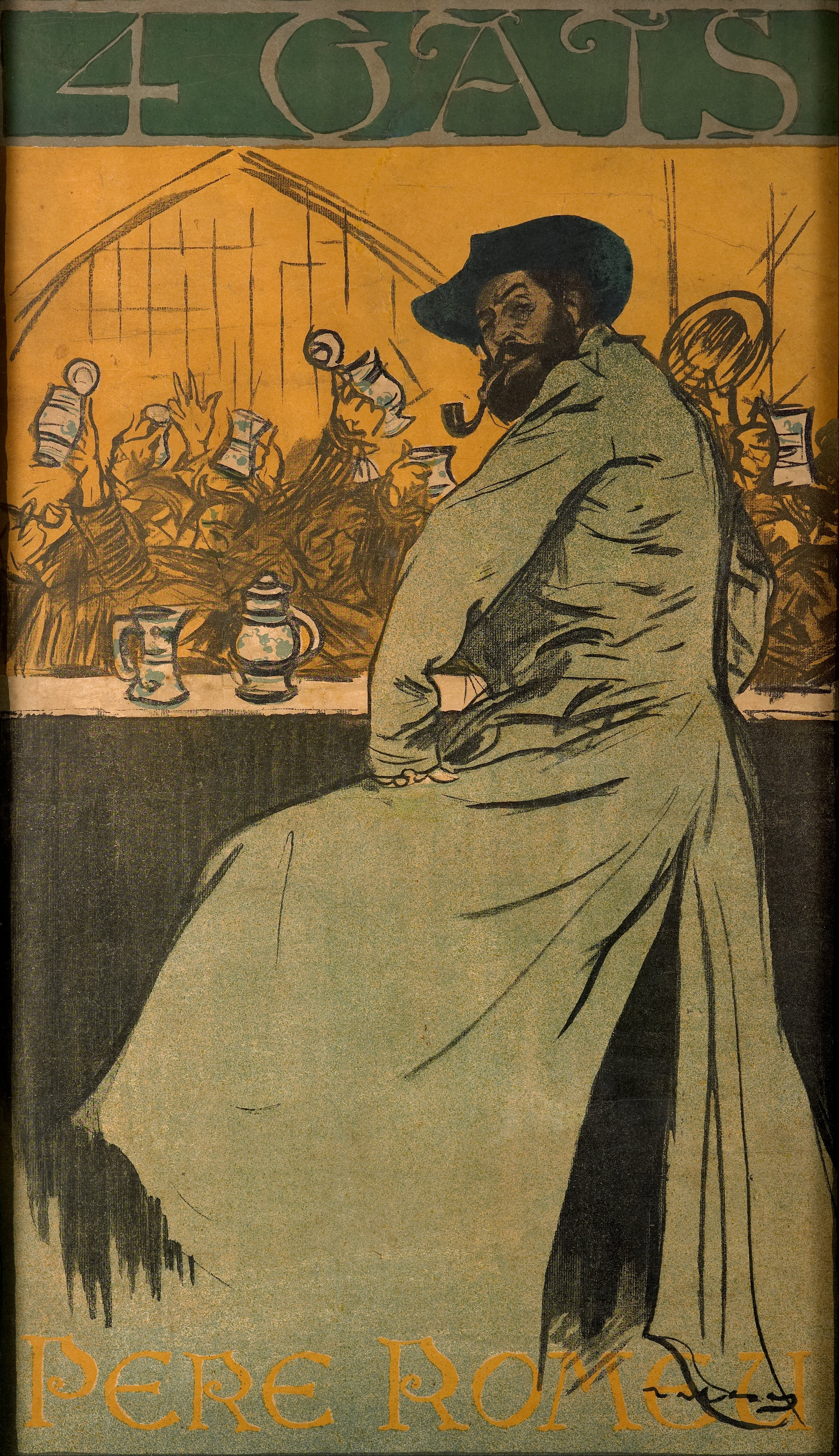
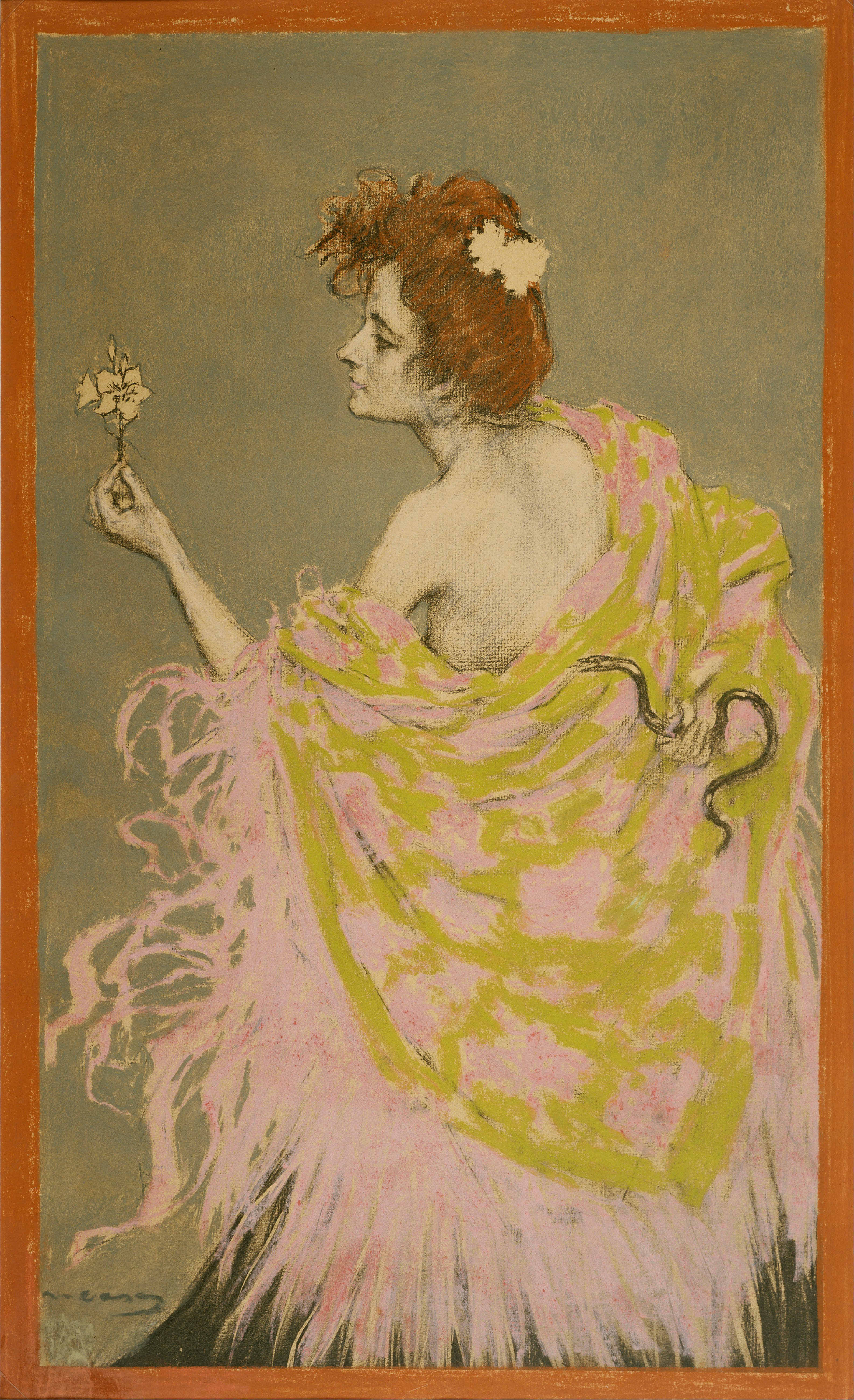
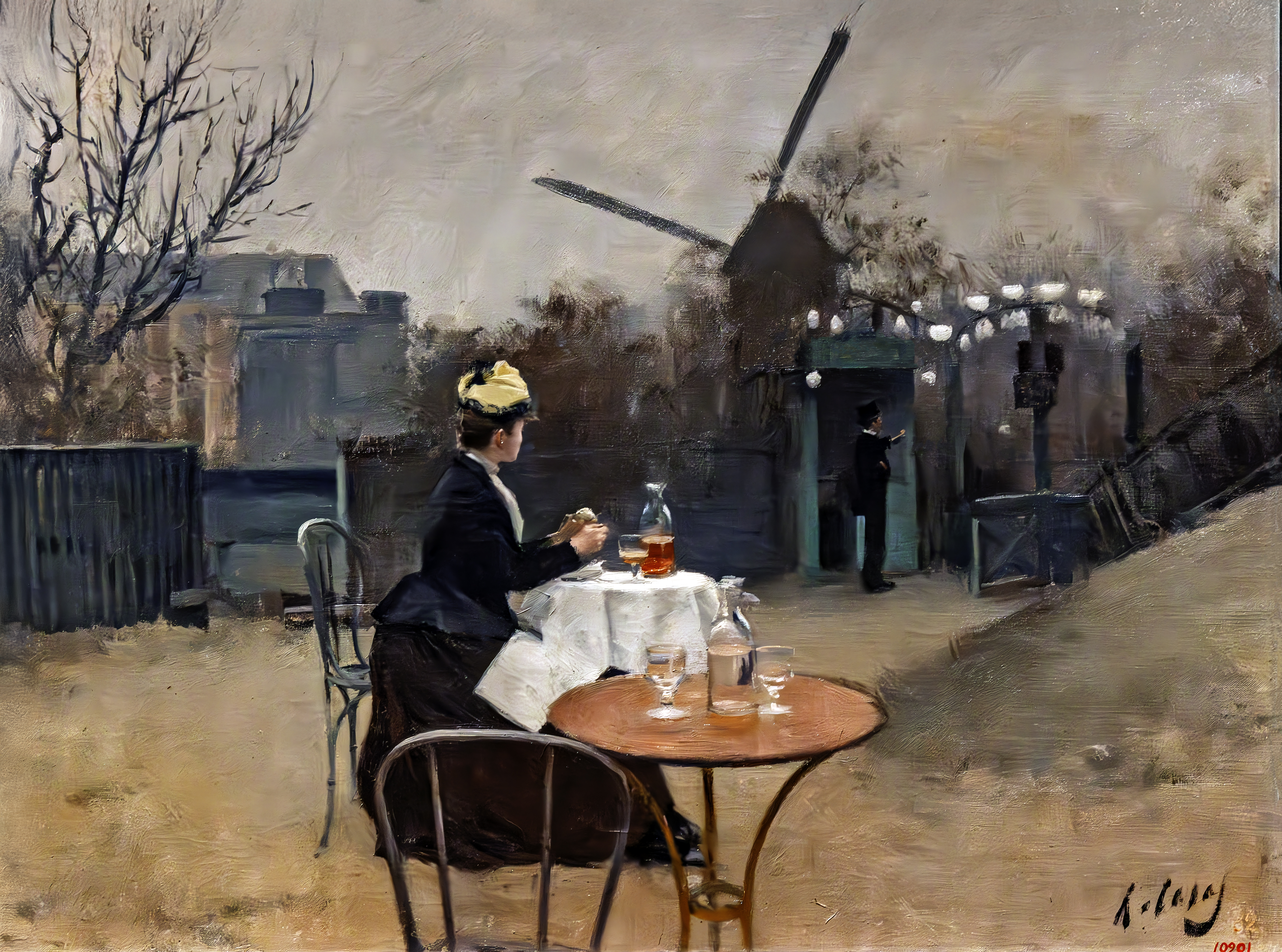
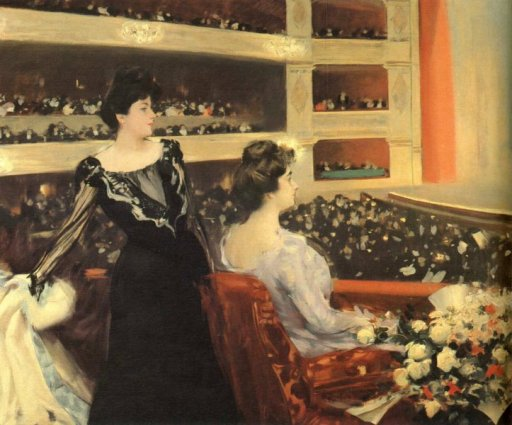
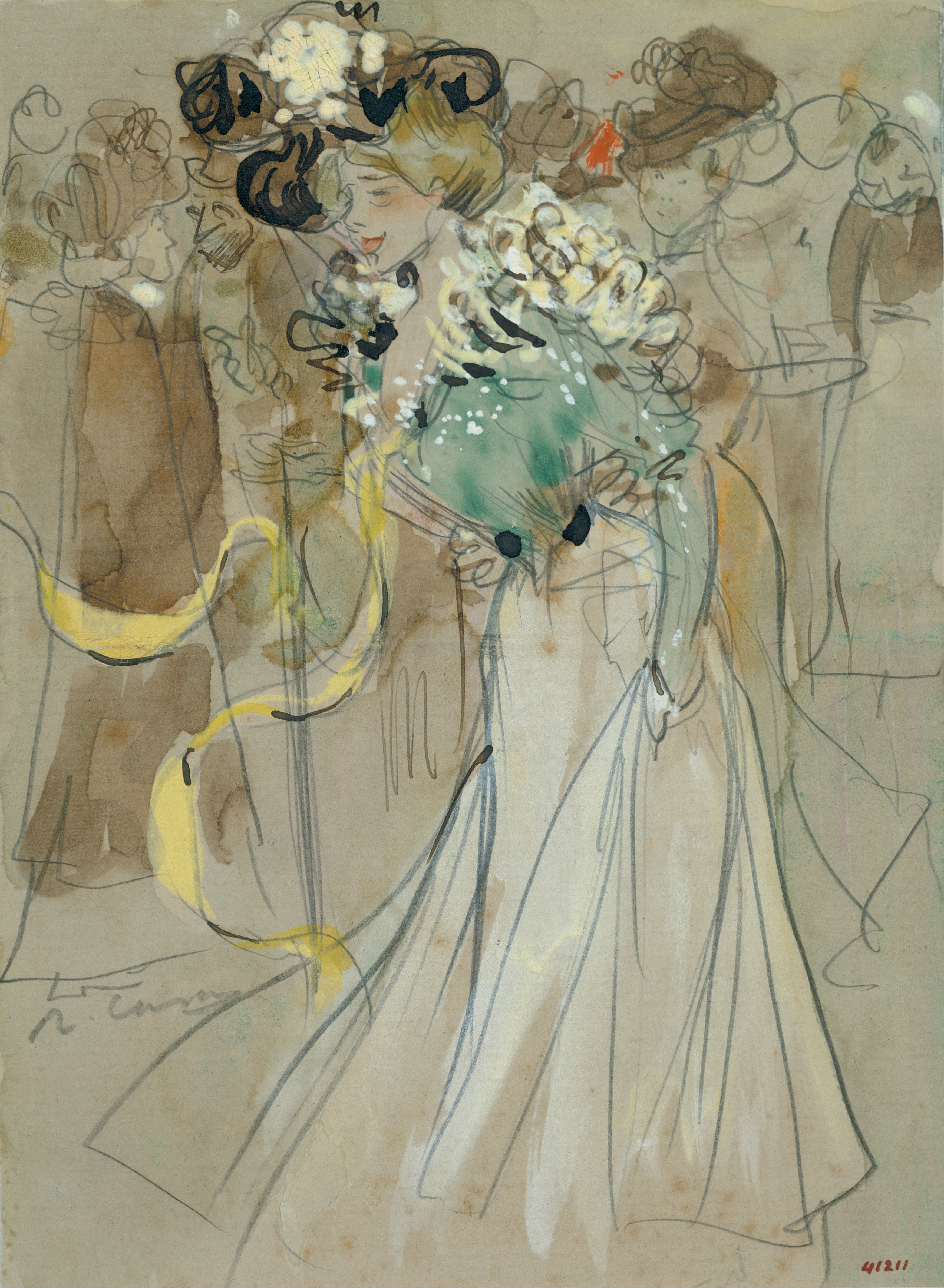
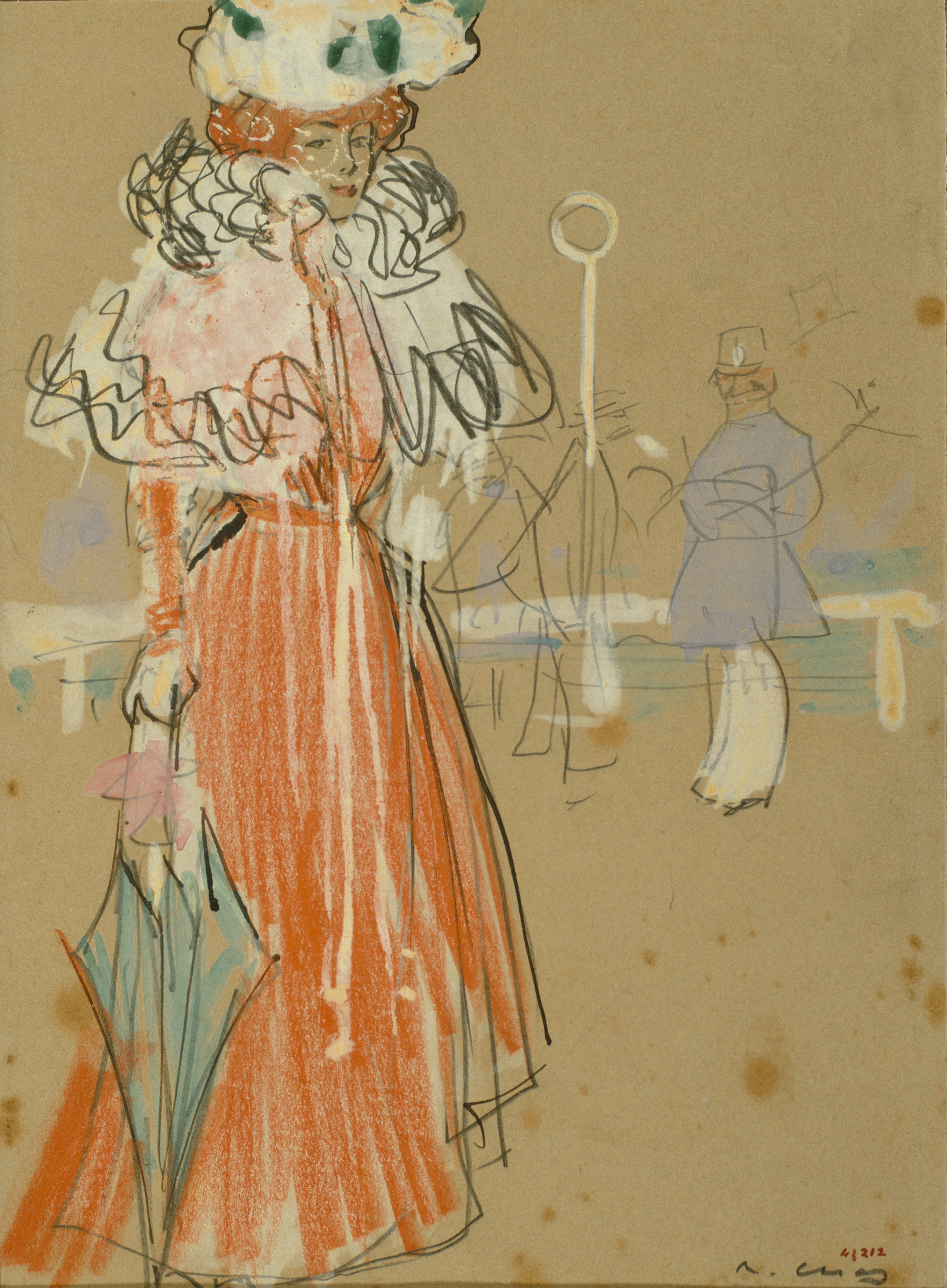
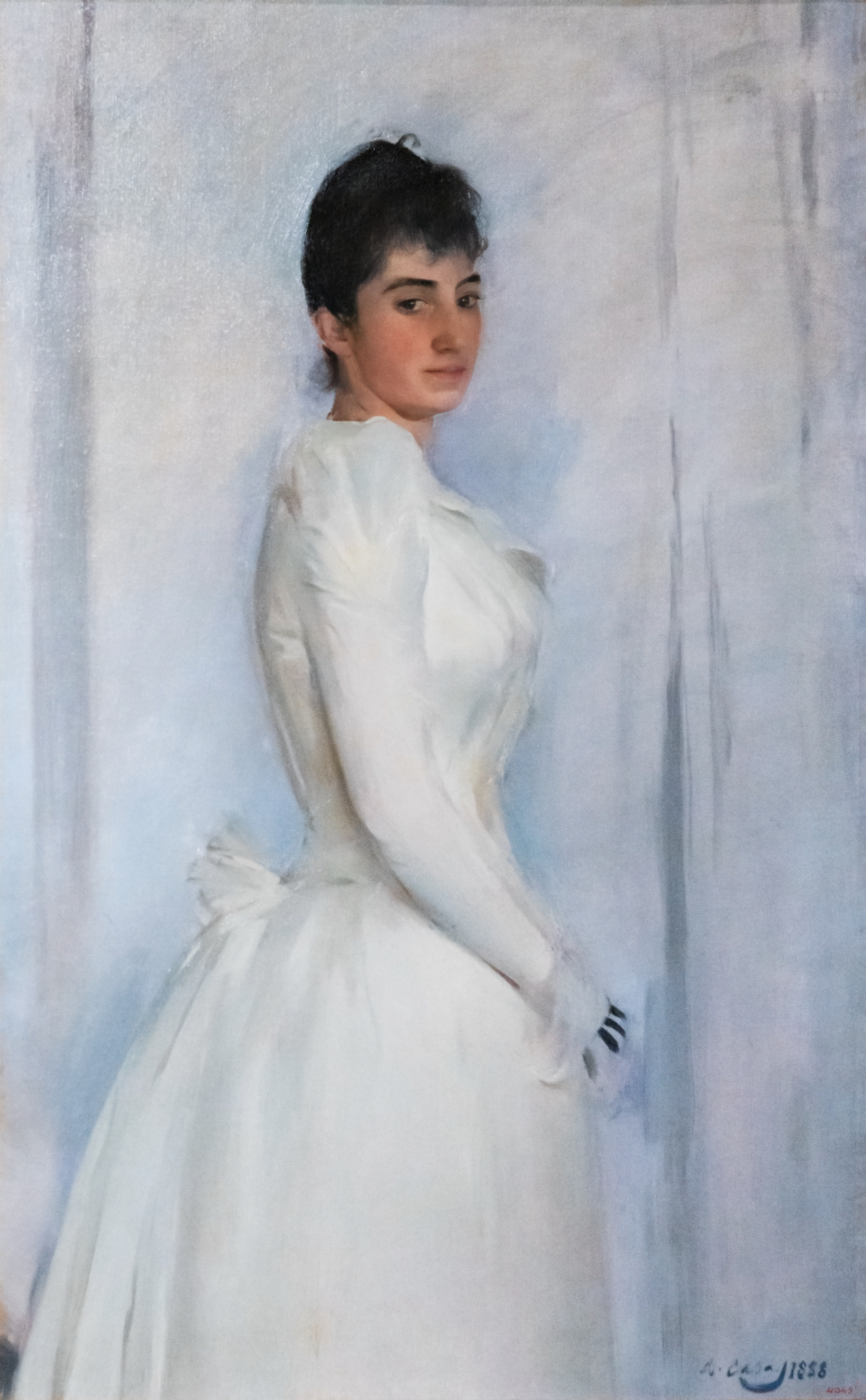
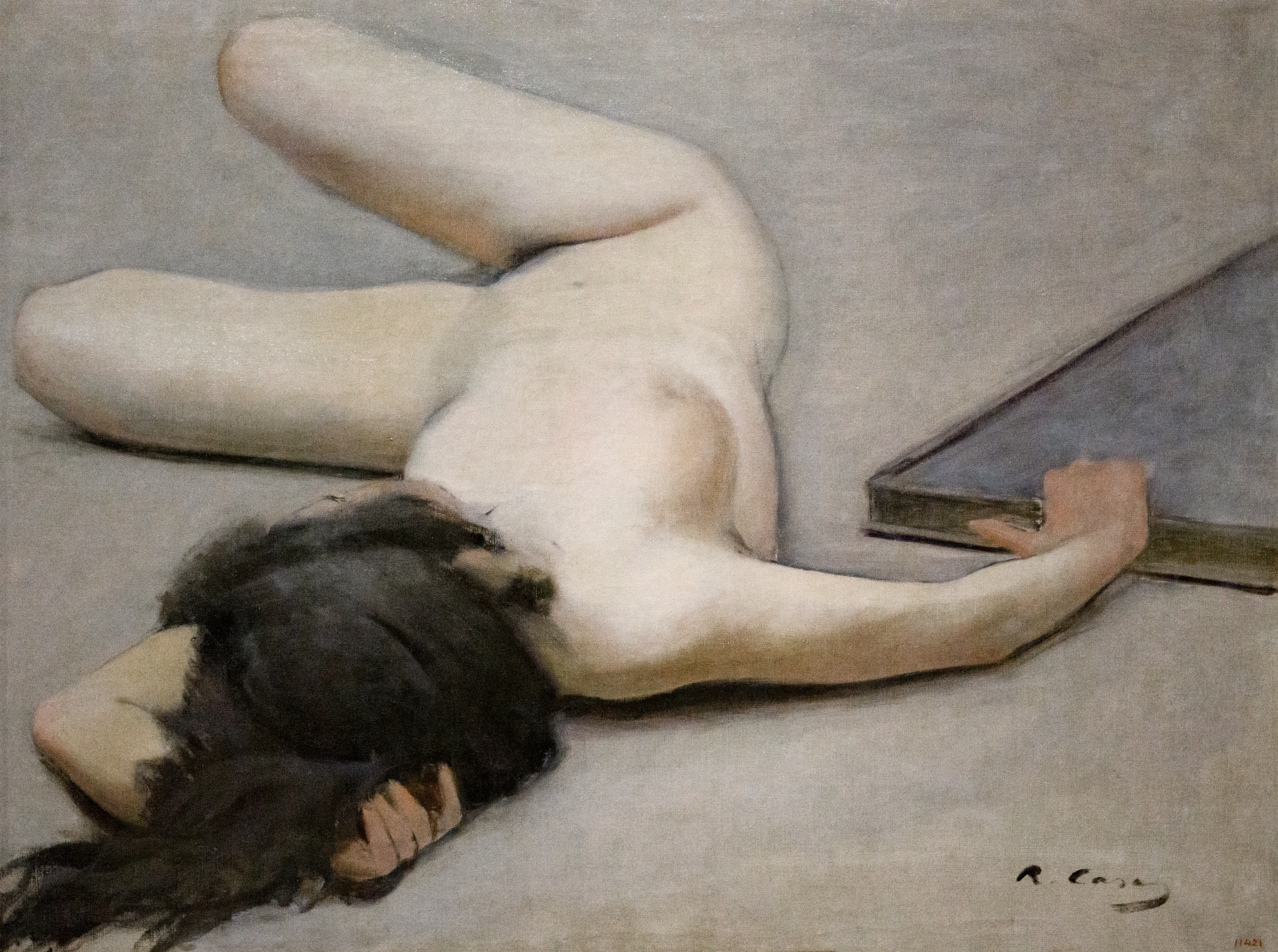
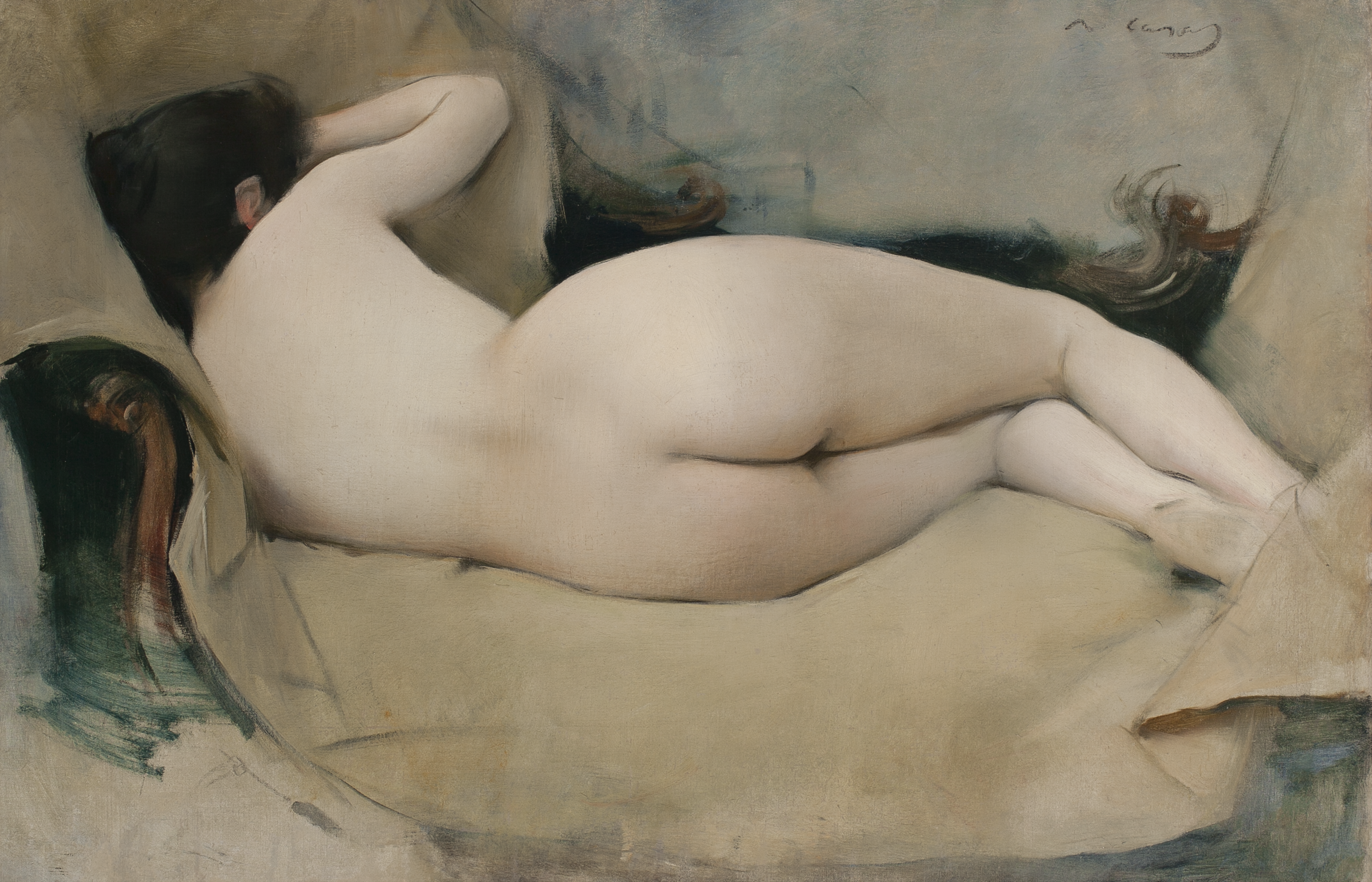
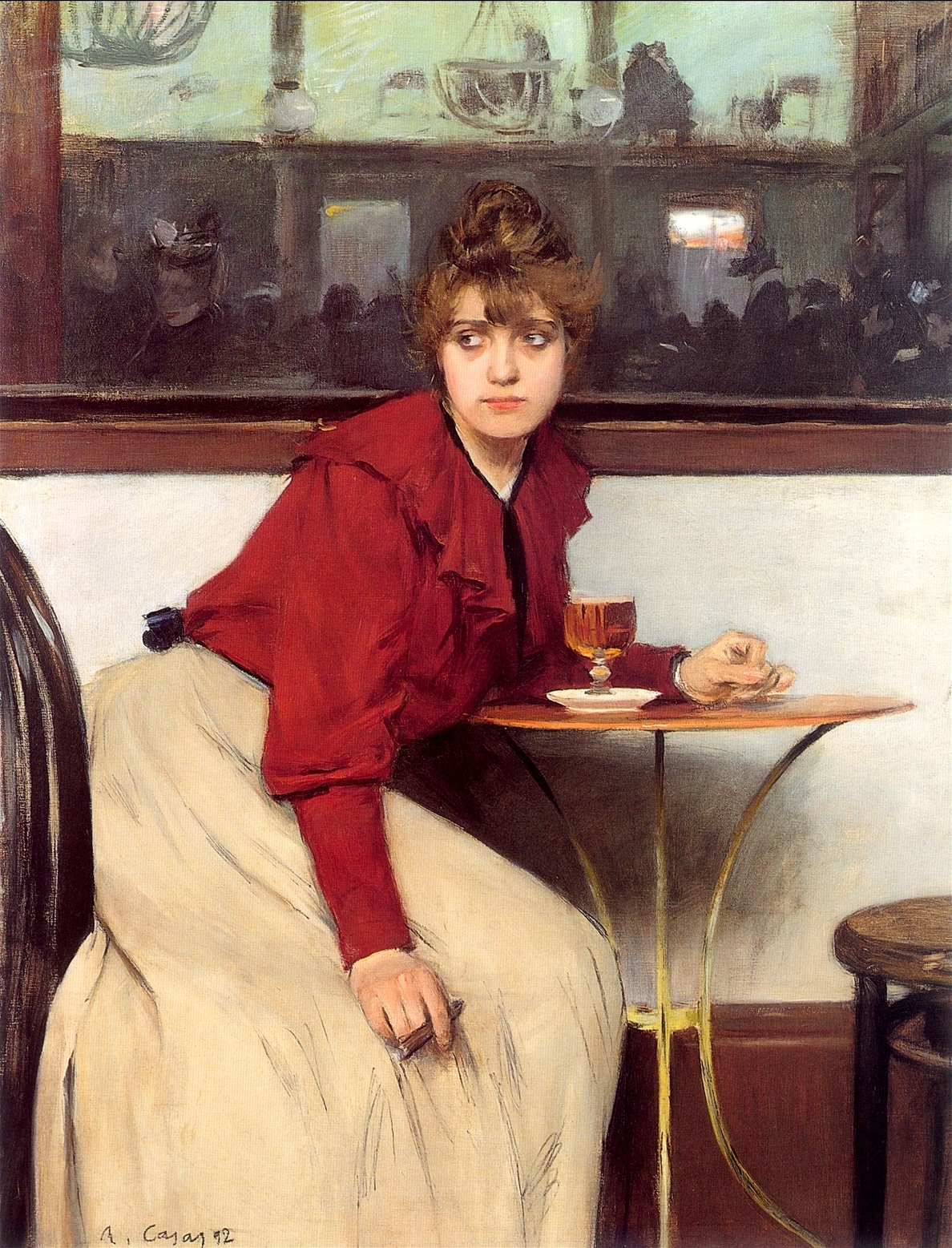
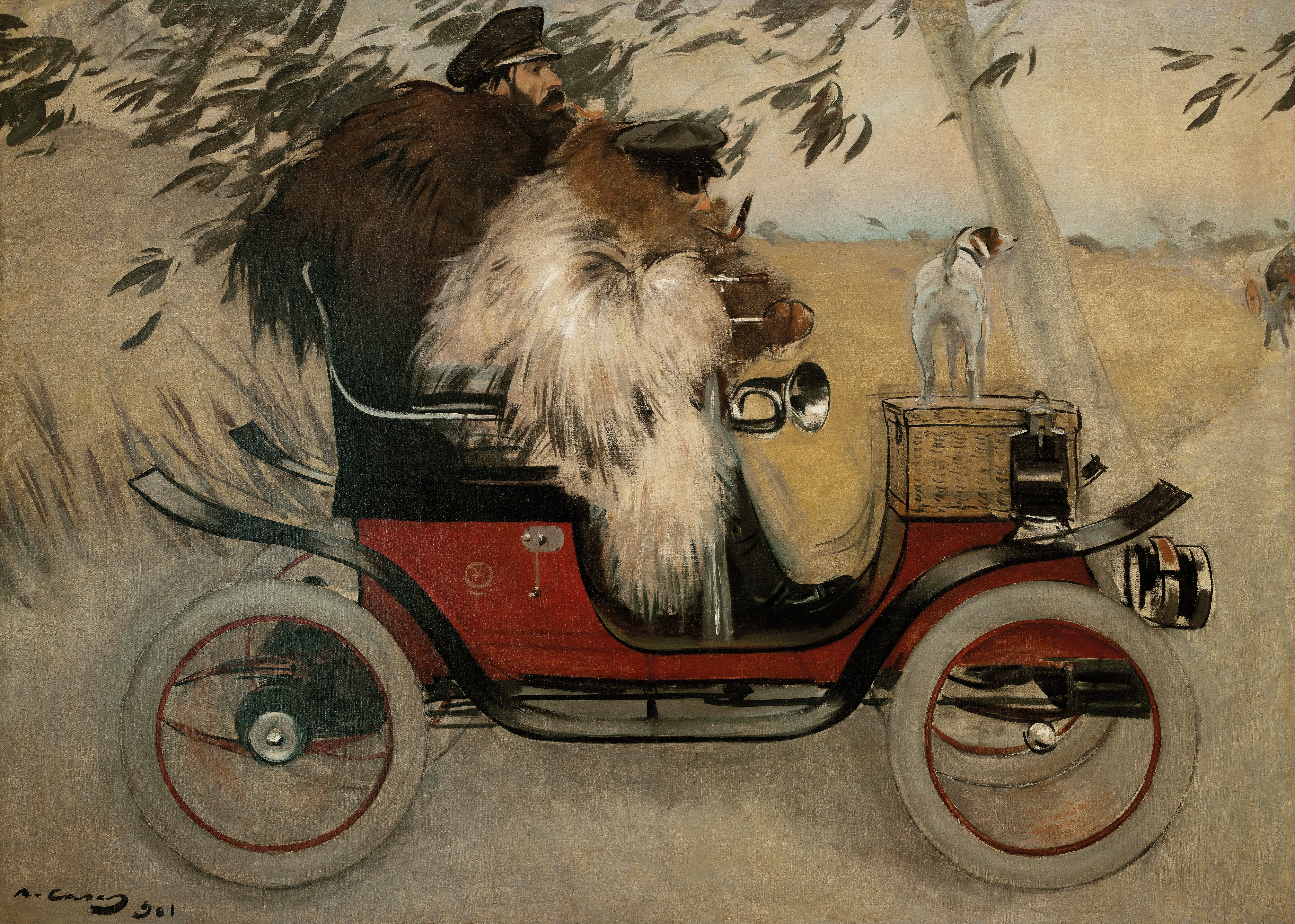
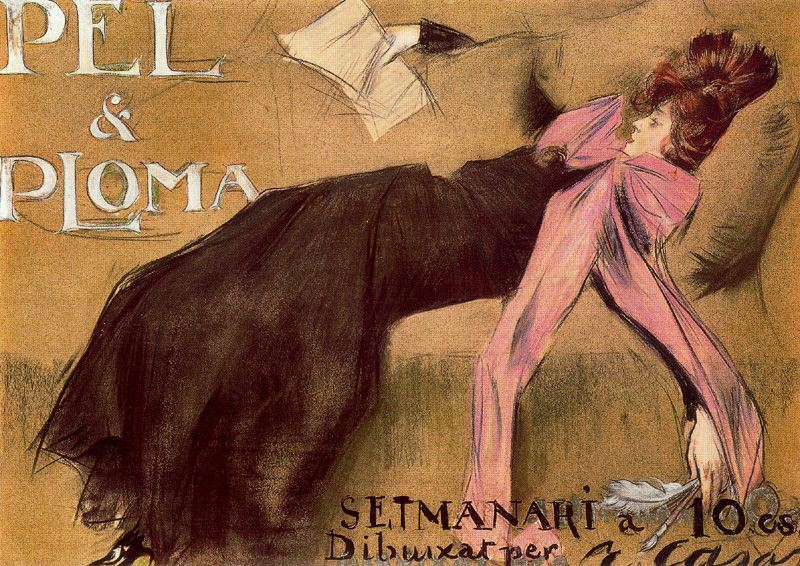
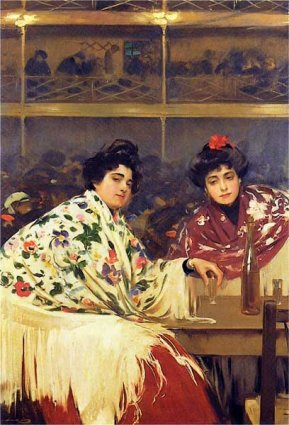
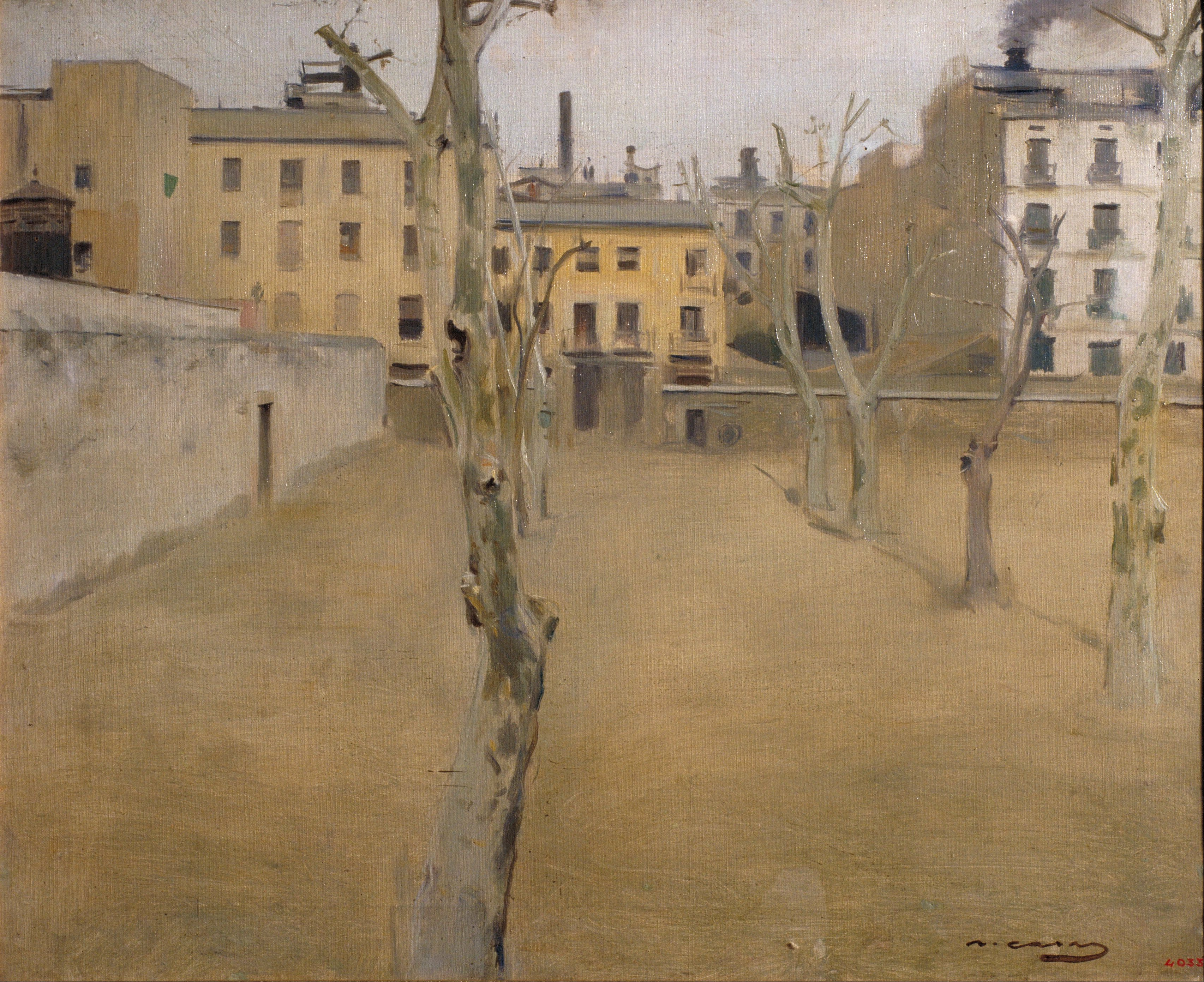
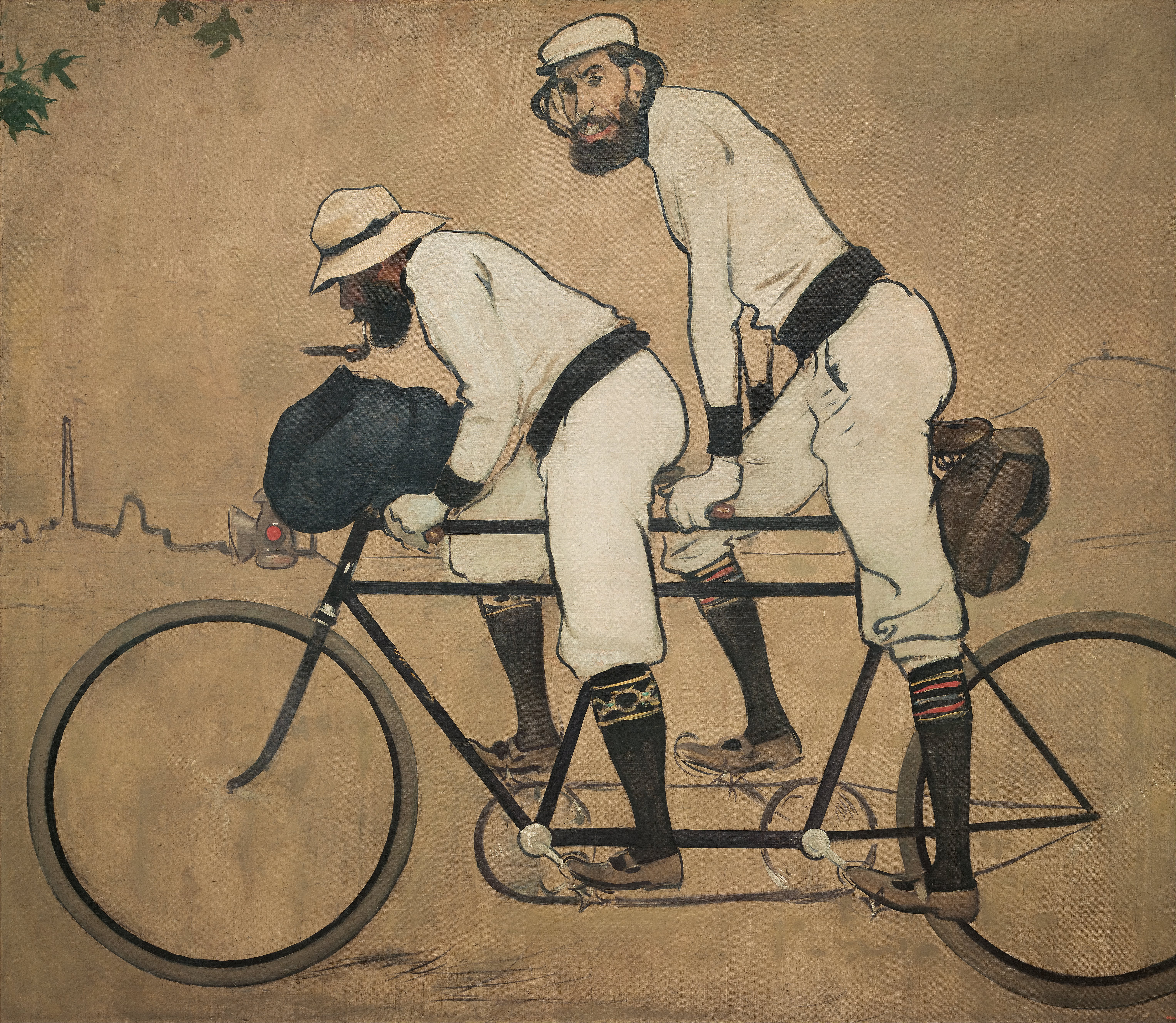
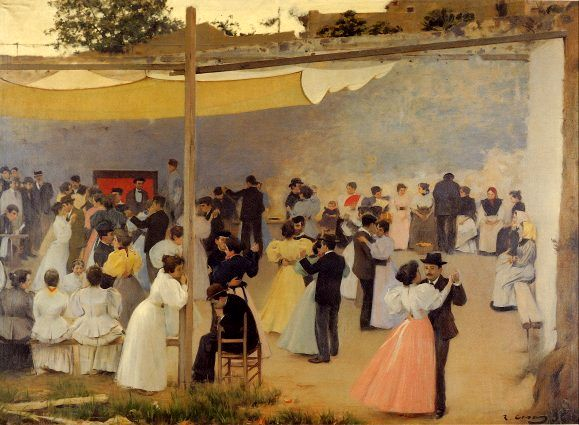
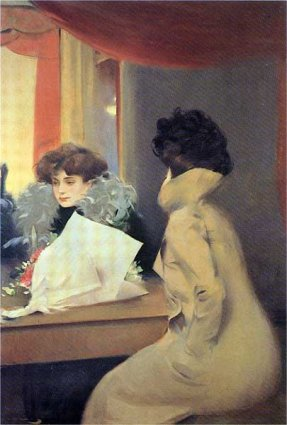
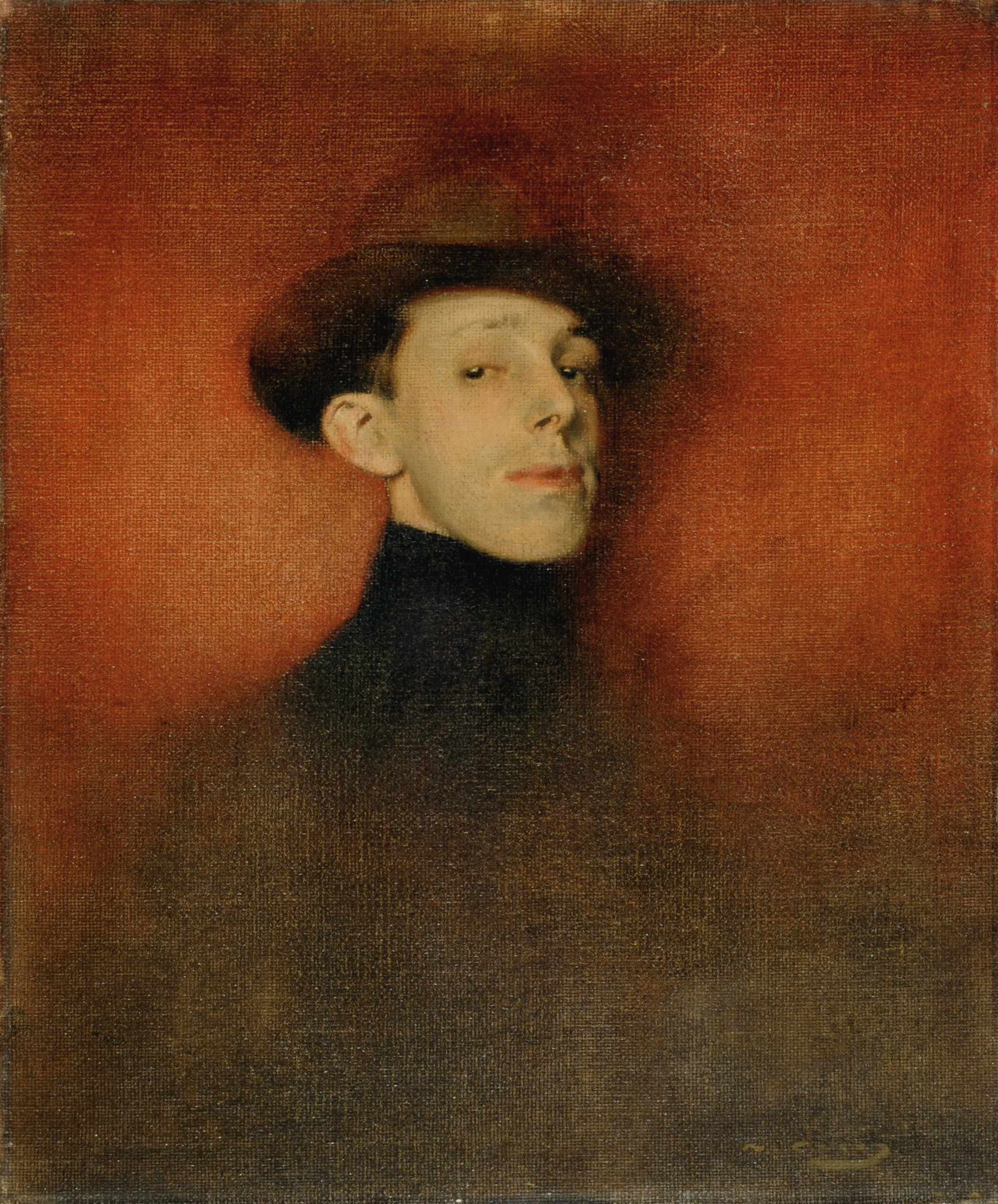
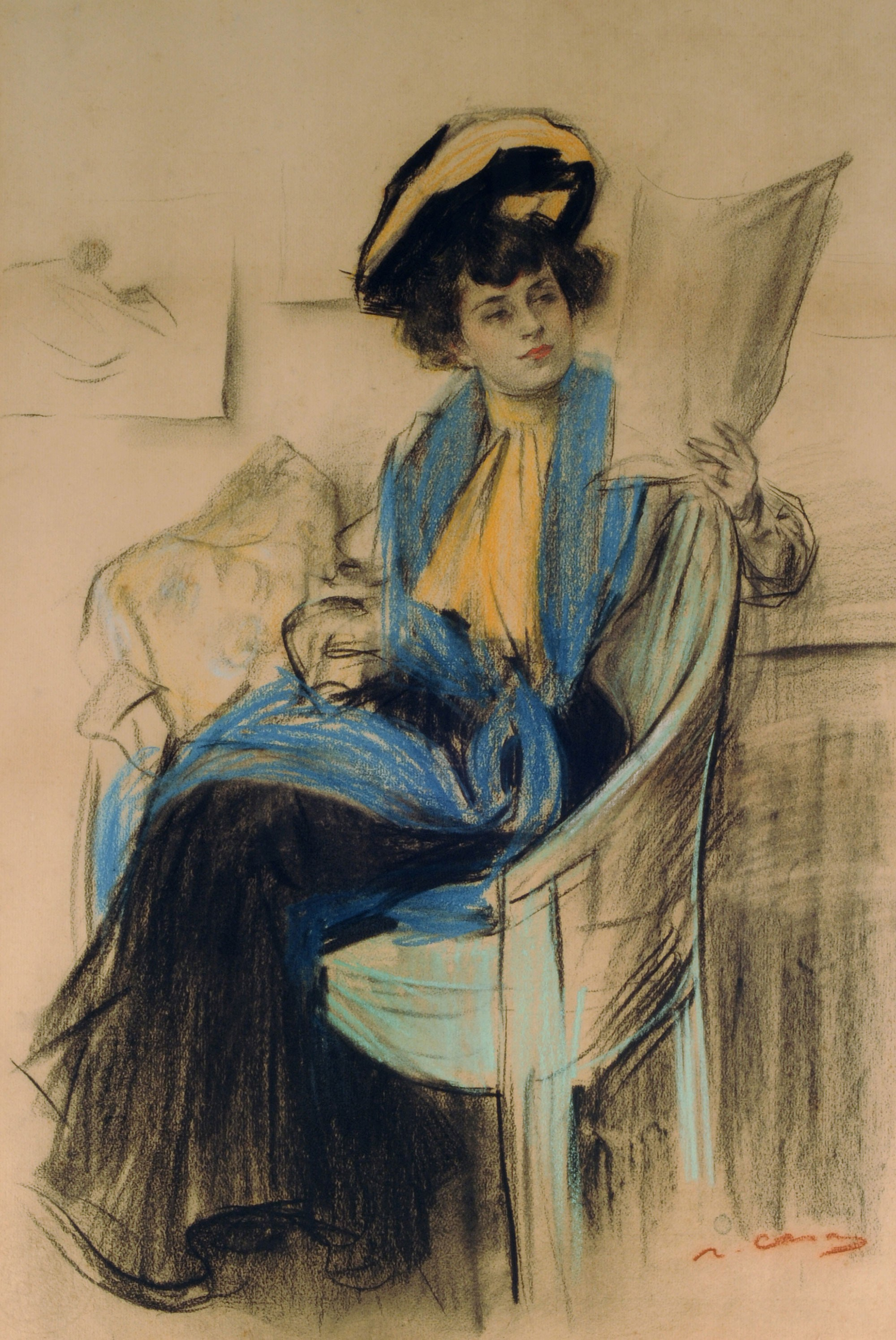
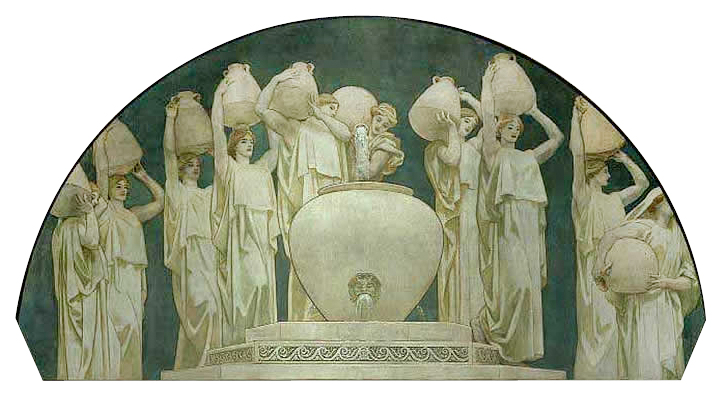